# Позитивная психотерапия
Позитивная психотерапия (ППТ, по Пезешкиану, с 1977 г.) - это психотерапевтический метод, разработанный психиатром и психотерапевтом Носсратом Пезешкианом и соавторами в Германии начиная с 1968 года. Это гуманистическая психодинамическая психотерапия основана на позитивной концепции природы человека. ППТ является интегративным методом, включающим гуманистические, системные, психодинамические и элементы когнитивно-поведенческой терапии (КПТ)-. Сегодня центры и тренинги по ППТ существуют примерно в двадцати странах мира. Не следует путать её с позитивной психологией..

## Описание
Позитивная психотерапия (ППТ) - терапевтический подход, разработанный Носсратом Пезешкианом в 1970-1980-е гг.. Изначально известный как "дифференциальный анализ", он был переименован в "позитивную психотерапию" после того, как Пезешкиан в 1977 г.опубликовал свою работу, а в 1987 г. была переведена на английский язык. Термин "positive" или "positivus" (от лат.) в ППТ обозначает действительные, реальные и конкретные аспекты человеческого опыта.
Основной задачей позитивной психотерапии и её практиков является помощь пациентам и клиентам в осознании и развитии их способностей, сильных сторон, ресурсов и потенциалов. Этот подход сочетает в себе элементы различных направлений психотерапии, в том числе:
- гуманистический подход к природе человека и терапевтическому альянсу,
- психодинамическое понимание психических и психосоматических расстройств,
- системный подход, учитывающий особенности семьи, культуры, работы и окружения, а также практическую самопомощь и
- ориентированный на достижение цели пятишаговый терапевтический процесс, интегрирующий техники из различных терапевтических методов[5].

ППТ характеризуется конфликтно-ориентированным и ресурсно-ориентированным подходом, который опирается на транскультуральные наблюдения более чем в двадцати различных культурах. Позиционируясь между мануализированной когнитивно-поведенческой терапией и процессуально-ориентированной аналитической психотерапией, ППТ использует полуструктурированный подход к диагностике, лечению, посттерапевтической самопомощи и обучению.

## Об основателе
Основатель позитивной психотерапии профессор д-р Носсрат Пезешкиан - немецкий психиатр, невролог, психотерапевт и специалист по психосоматической медицине, выходец из Ирана. В конце 1960-х - начале 1970-х годов он черпал вдохновение в различных источниках, личностях и разработках:
- Преобладающий дух той эпохи, породивший гуманистическую психологию и её последующие достижения.
- Личное общение с такими известными и влиятельными психотерапевтами и психиатрами, как Виктор Франкл, Якоб Л. Морено, Менг и др.
- Гуманистические и интегративные принципы и ценности Веры Бахаи.
- Стремление к интегративному подходу, особенно в связи с негативным опытом конфликтов между психоаналитиками и поведенческими терапевтами в Германии в тот период.
- Обширные транскультуральные наблюдения в более чем двадцати культурах, обусловленные стремлением к созданию методологии, учитывающей культурные особенности.

Носсрат Пезешкиан тесно связан с развитием этого подхода: его история жизни и личность в значительной степени повлияли на его создание. Биограф Пезешкиана назвал его "странником между двумя мирами", а его биография имеет подзаголовок "Восток и Запад".
По словам Пезешкиана, к разработке позитивной психотерапии его подтолкнул собственный опыт иранца, живущего в Европе с 1954 г., который позволил ему остро ощутить различия в поведении, обычаях и установках представителей разных культур. Это осознание началось ещё в детстве, когда он, будучи бахаистом, наблюдал, как различаются религиозные обычаи среди его одноклассников и учителей-мусульман, христиан и иудеев. Этот опыт заставил его задуматься о взаимоотношениях между различными религиями и людьми, а также о том, что отношение к ним является следствием мировоззрения и семейных представлений. Во время прохождения медицинской специализации Пезешкиан стал свидетелем столкновения различных психиатрических, неврологических и психотерапевтических позиций, что научило его отбрасывать предрассудки. Этот опыт помог ему чувствовать себя комфортно на Западе, где такие понятия, как равенство мужчин и женщин, всегда были для него само собой разумеющимися.
Позитивная психотерапия восходит к основам гуманистической психологии и психотерапии, заложенным такими пионерами, как Курт Гольдштейн, Абрахам Маслоу и Карл Роджерс. Во время обучения Носсрат Пезешкиан был под глубоким влиянием личных встреч с такими известными психотерапевтами, как Meng|Генрих Менг, Виктор Франкл и Якоб Леви Морено, которые оказали на него неизгладимое впечатление. Однако Пезешкиан также был свидетелем конфликтов между различными школами и подходами в немецком психотерапевтическом сообществе, где психоаналитики и поведенческие терапевты отказывались сотрудничать даже за простым обедом. Кроме того, сильное влияние психоанализа и его последующего развития, включая неофрейдистский, психосоматический и фокус-ориентированный подходы, такие как Балинт, также сформировали взгляд Пезешкиана. В ответ на эти разделения он стремился построить метатеорию, которая могла бы преодолеть разрыв между различными методами. В то же время определённые принципы веры бахаи глубоко интересовали и вдохновляли Носсрата Пезешкиана на протяжении всей его жизни. Эти принципы включали в себя гармонию между наукой и религией, представление бахаи о человеке как о "шахте, богатой драгоценными камнями неоценимой ценности" и видение глобального общества, охватывающего культурное разнообразие. Эти принципы сыграли значительную роль в формировании его творчества и философского мировоззрения.
Продвижение позитивной психотерапии можно объяснить рядом факторов, способствовавших её развитию в течение длительного времени. К ним относятся знания, полученные в процессе непрерывного медицинского образования, опыт работы с пациентами в психотерапевтической и психосоматической практике, взаимодействие с представителями различных культур, религий и систем ценностей, а также многообразие и разноплановость методов психотерапии. В результате накопленного опыта в 1969 г. был создан "Дифференциальный анализ", который впоследствии подвергся доработке и в 1977 г. оформился как Позитивная психотерапия. Названия ранних книг Пезешкиана, таких как "Психотерапия повседневной жизни" (1974) и "В поисках смысла" (1983), отражают влияние психоанализа и экзистенциальных школ психотерапии на развитие позитивной психотерапии. Кроме того, название "Позитивная семейная терапия" (1980) подчеркивает её параллельное развитие с системной семейной терапией в 1970-е годы. В общей сложности Пезешкиан является автором 29 книг и многочисленных статей, посвященных этому подходу, что способствовало его широкому распространению в литературе.

## Развитие и история

### 1970-1980-е
1970-е годы стали важным периодом в развитии и принятии позитивной психотерапии в том виде, в каком мы её знаем сегодня. Переломным моментом стало более широкое признание ППТ в области психотерапии. В это время начали формироваться основополагающие принципы ППТ, которые были реализованы в лечении многочисленных пациентов и их семей. Эти принципы также подвергались тестированию и были представлены на международных лекциях, как в Германии, так и за её пределами. В эту знаменательную эпоху были опубликованы четыре из пяти фундаментальных книг ППТ. Это Психотерапия повседневной жизни (первоначально опубликованная под названием Schatten auf der Sonnenuhr в 1974 году), ''Позитивная психотерапия (первоначально опубликованная на немецком языке в 1977 году), Восточные истории в Позитивной психотерапии (первоначально опубликованная на немецком языке в 1979 году) и Позитивная семейная психотерапия (первоначально опубликованная на немецком языке в 1980 году). Кроме того, в 1970-х годах появились первые последипломные тренинги по ППТ, а в 1974 году была создана учебная организация, которая впоследствии стала предшественницей Висбаденской академии психотерапии (WIAP). В 1979 году Медицинская палата Гессена признала данную учебную организацию для проведения обучения по психотерапии в резидентуре. Кроме того, в 1977 году была основана Немецкая ассоциация Позитивной психотерапии (DGPP), которая стала первой в мире национальной ассоциацией Позитивной психотерапии.
В течение 1980-х годов ППТ постоянно развивалась, что привело к выпуску дополнительных книг, таких как В поисках смысла (первоначально опубликована на немецком языке в 1983 году, а впоследствии переведена на английский в 1985 году). Совместная работа с молодыми коллегами способствовала дальнейшей систематизации метода ППТ. Важной вехой в это время стало завершение диссертации Хамида Пезешкиана в 1988 году, которая стала первой диссертацией, посвященной исключительно ППТ. В рамках этой диссертации был сделан важный шаг вперед в структурировании первичного  интервью в ППТ. Был введен опросник, специально разработанный для первичного интервью, который впоследствии был подвергнут психодинамическому исследованию. В 1988 году опросник первичного  интервью, вместе с WIPPF (опросник в Позитивной психотерапии), был опубликован с незначительными изменениями. Это предшественник более позднего полуструктурированного психодинамического первичного интервью было одним из первых примеров в области психодинамической психотерапии.
В 1980-х годах Носсрат Пезешкиан много путешествовал, проводя семинары по ППТ в развивающихся странах Азии и Латинской Америки. В это время важные работы по ППТ были переведены на английский язык. Д-р Пезешкиан также проводил семинары по обучению менеджменту и коучингу, вызывая интерес к применению ППТ в этих областях.

### 1990-2010-е
В этот период Пезешкиан опубликовал свой последний фундаментальный труд Психосоматика и позитивная психотерапия в 1991 году (немецкая версия), а затем в 2013 году перевел его на английский язык. В этой книге был представлен структурированный психодинамический подход к лечению различных психологических и физических расстройств.
Политические изменения в Центральной и Восточной Европе в 1990-е годы значительно ускорили международную экспансию ППТ, начавшуюся ещё в 1980-е годы. Метод ППТ столкнулся со значительным интересом в этих культурах, которые занимали уникальное психологическое положение между восточной и западной культурами. Восточноевропейские коллеги, известные своими организованными методами работы и жаждой знаний, сыграли решающую роль в систематизации семинаров ППТ за пределами Германии. К 1990 году в мире было создано более 30 центров, начиная с первого в Казани (Россия). Первые национальные ассоциации позитивной психотерапии были созданы в Болгарии (1993), Румынии (2004) и России. Интернационализация ППТ продолжилась с юридической регистрацией в 1996 году в Германии Международного центра позитивной психотерапии как неправительственной организации, которая впоследствии преобразовалась во Всемирную ассоциацию позитивной и транскультурной психотерапии (WAPP). Эти события совпали с созданием в Вене в 1990 году Европейской ассоциации психотерапии (EAP), которая установила профессиональные и правовые стандарты психотерапии. Представители позитивной психотерапии активно участвуют в работе EAP с момента её создания.
В немецкоязычных странах дискуссию об эффективности различных методов психотерапии вызвала работа Клауса Граве , опубликованная в 1994 г., и последовавшая за ним дискуссия вокруг законов о психотерапии. В ответ на это Пезешкиан и его коллеги провели масштабное исследование "Эффективность позитивной психотерапии", которая в 1997 году была удостоена премии Ричарда Мертена. Это исследование дало эмпирическое подтверждение практической эффективности ППТ и соответствовало растущему вниманию к доказательной практике в психотерапии.
В 1999 году была опубликована международная учебная программа для повышения квалификации в области ППТ, составленная на основе опыта разных стран. В 2000 году было положено начало ежегодным международным тренингам для тренеров по позитивной психотерапии.. 
Расширение ППТ получило официальное оформление в Германии: Висбаденская академия психотерапии (WIAP) получила государственное признание для последипломного обучения в ординатуре психологов по психодинамической психотерапии, а также педагогов и социальных работников по детской и подростковой психотерапии. В Германии действует закон о психотерапевтах. 1998 год послужил толчком к дальнейшему развитию учебных программ и систематизации как базового, так и углубленного тренинга по ППТ, распространив свое влияние и за пределы Германии. В течение нескольких лет семинары базового уровня, проводимые в Восточной Европе, привели к появлению новых концепций.
ППТ вышла за пределы своего первоначального медицинского контекста и нашла применение в различных областях, включая школьное и университетское образование, подготовку менеджеров и коучинг.. Первый всемирный конгресс по ППТ был организован в 1997 году в Санкт-Петербурге, Россия, и с тех пор проводится каждые 3-4 года. 
В 2005 году в университете UTEPSA в Санта-Крусе (Боливия) была завершена первая магистерская программа, предлагающая степень магистра в области ППТ. 
Фонд профессора Пезешкиана, известный также как Международная академия позитивной и транскультурнальой психотерапии (IAPP), был основан в 2005 году Маниже и Носсратом Пезешкианами. Фонд содействует реализации международных инициатив и контролирует ведение Международного архива позитивной психотерапии.

### С 2010 года
После ухода из жизни основателя ППТ Носсрата Пезешкиана в 2010 году сообщество ППТ вступило в новую фазу.
Всемирная ассоциация позитивной и транскультуральной психотерапии (WAPP) стала глобальной головной организацией по позитивной психотерапии. Созданная в 1996 году как Международный центр позитивной психотерапии, WAPP объединяет индивидуальных членов, национальные ассоциации, учебные институты, центры и представительства на национальном и региональном уровнях. Основной целью организации является оказание поддержки своим членам и лицам, заинтересованным в изучении, практике и продвижении позитивной психотерапии. WAPP зарегистрирована как некоммерческая организация в Висбадене (Германия) и в 2023 году насчитывает более 2200 индивидуальных членов в 50 странах мира..
Позитивная психотерапия является официально признанной модальностью Европейской ассоциации психотерапии (EAP). Европейская федерация центров позитивной психотерапии (EFCPP) - организация, действующая по всей Европе, выполняющая функции общеевропейской организации (EWO), общеевропейской аккредитационной организации (EWAO) и европейского аккредитованного учебного института психотерапии (EAPTI) через IAPP-Академию, аффилированную с EAP. Начинающие психотерапевты могут получить Европейский сертификат психотерапевта (ECP) по позитивной психотерапии, пройдя обучение в EFCPP..
Позитивная психотерапия является зарегистрированной торговой маркой в США (регистрационный № 6 082 225) В 2016 году позитивная психотерапия была официально зарегистрирована в Европейском Союзе и Швейцарии.
По состоянию на 2023 г. национальные ассоциации ППТ созданы в Болгарии, Германии, Грузии, Румынии, Косово, Украине и Эфиопии. Кроме того, ППТ активно продвигается через местные или региональные учебные центры в Австрии, Армении, Беларуси, Болгарии, Великобритании, Германии, Грузии, Китае, Кипре, Косово, Латвии, Северной Македонии, Польше, России, Румынии, Турции, Украине и Великобритании. Семинары и лекции по ППТ прошли более чем в 80 странах мира. Примечательно, что в настоящее время ППТ включен в учебные планы программ по психологии и психотерапии в университетах Болгарии, России, Украины и Турции.

## Теория

### Основные характеристики
Основы ППТ коренятся в научных теориях, которые можно найти и в других видах терапии. Однако метод Пезешкиана сочетает в себе элементы психодинамических и гуманистических теорий и практик психотерапии, создавая транскультурный психотерапевтический подход. ППТ также реализует интегративный подход, учитывающий индивидуальные потребности клиента, салютогенетические принципы, семейную терапию и инструменты самопомощи.
Основные характеристики метода ППТ:
- Метод интегративной психотерапии.
- Гуманистический психодинамический метод.
- Целостная, интегрированная терапевтическая система.
- Конфликт-центрированный краткосрочный метод.
- Культурально-чувствительный метод.
- Использование историй, анекдотов и мудрости.
- Инновационные интервенции и техники.
- Применение в психотерапии, других медицинских дисциплинах, консультировании, образовании, профилактике, управлении и тренингах.

### Основные принципы
Тремя основными принципами или столпами позитивной психотерапии являются :
- Принцип надежды
- Принцип баланса
- Принцип консультирования

 Принцип надежды предполагает, что терапевты стремятся помочь пациентам понять и воспринять смысл и цель, стоящие за их расстройством или конфликтом. Таким образом, расстройство переосмысливается в "позитивном" ключе, что приводит к позитивным интерпретациям. Вот несколько примеров:
- Расстройство сна рассматривается как способность оставаться бодрым и справляться с ограниченным количеством сна.
- Депрессия рассматривается как способность глубоко переживать и выражать эмоции в ответ на конфликты.
- Шизофрения рассматривается как способность существовать одновременно в двух мирах или в мире ярких фантазий.

Приняв эту оптимистическую перспективу, изменение точки зрения становится возможным не только для пациента, но и для его окружения. Таким образом, болезнь выполняет символическую функцию, которую должны признать и терапевт, и пациент. Пациент узнает, что симптомы и жалобы болезни действуют как сигналы для восстановления баланса в четырёх измерениях его жизни.
 Принцип баланса признает, что, несмотря на социальные и культурные различия, все люди склонны полагаться на общие механизмы преодоления при решении своих проблем. Носсрат Пезешкиан в сочетании с Моделью Баланса позитивной психотерапии разработал динамичный и современный подход к разрешению конфликтов в различных культурах. Эта модель выделяет четыре фундаментальных аспекта жизни:
- Тело/Здоровье - психосоматические проблемы.
- Достижения/Работа - факторы, способствующие возникновению стресса.
- Контакты/отношения - потенциальные триггеры депрессии.
- Будущее/Фантазии/Смысл жизни - страхи и фобии.

Хотя эти четыре сферы присущи всем людям, в западных обществах на первый план выходят физическое благополучие и профессиональный успех, в то время как в восточном полушарии большее внимание уделяется межличностным связям, воображению и устремленности в будущее (транскультуральный аспект позитивной психотерапии). Известно, что недостаток контактов и отсутствие воображения способствуют возникновению различных психосоматических заболеваний.
Это можно рассматривать как содержательную дифференциацию классической фрейдовской модели Ид, Эго и Супер-Эго.
Принцип консультирования вводит понятие пяти этапов терапии и самопомощи, которые тесно переплетаются в позитивной психотерапии. На этих этапах и пациент, и его семья получают коллективную информацию о болезни и индивидуальном решении этой проблемы. Пять стадий выглядят следующим образом:
1. Наблюдение и дистанцирование: Эта стадия включает в себя восприятие и выражение желаний и проблем при сохранении определённого уровня эмоциональной отстраненности.
2. Инвентаризация: Когнитивные способности включаются в работу, когда пациент размышляет о значимых жизненных событиях, произошедших за последние 5-10 лет.
3. Ситуативное одобрение: На этом этапе основное внимание уделяется самопомощи и активизации внутренних ресурсов. Пациенту предлагается использовать прошлые успехи в разрешении конфликтов.
4. Вербализация: Усиливается коммуникативный потенциал пациента, позволяющий ему формулировать и выражать нерешенные конфликты и проблемы, связанные с четырьмя измерениями жизни.
5. Расширение целей: Этот этап направлен на формирование перспективной жизненной ориентации после разрешения проблем. Пациенту предлагаются вопросы типа: "Что бы вы хотели делать, когда все проблемы будут решены? Каковы Ваши цели на ближайшие пять лет?".

Эти пять стадий представляют собой комплексный подход к терапии и самопомощи, обеспечивая основу для рассмотрения различных аспектов благополучия человека и способствуя его личностному росту и будущим устремлениям.

### Позитивная психотерапия как метатеория
Первоначальная цель Пезешкиана была двойной: во-первых, создать метод, который пациенты могли бы легко понять и использовать, а во-вторых, предложить позитивную психотерапию в качестве посредника между различными психотерапевтическими школами. В своей книге "Позитивная психотерапия" (опубликованной в 1977 году на немецком и 1987 году на английском языках) он посвятил этой проблеме целую главу под названием "Позитивная психотерапия и другие психотерапии" (стр. 365-400). Пезешкиан считал эту главу наиболее сложной и трудоемкой в книге. Он подчеркнул, что позитивную психотерапию не следует воспринимать как ещё один метод в рамках психотерапии. Вместо этого, она обеспечивает комплексную основу, которая позволяет выбирать соответствующие методологические подходы для конкретных случаев и облегчает чередование этих методов. По сути, позитивная психотерапия является метатеорией психотерапии. Она рассматривает психотерапию не просто как фиксированный метод для решения конкретных симптомов, но и как ответ на более широкий общественный, транскультурный и социальный контекст, в котором она работает. 
Также Пезешкиан настаивал на том, что позитивную психотерапию не следует рассматривать как закрытую и эксклюзивную систему; вместо этого, она придает значение различным психотерапевтическим методам. Она охватывает различные подходы, такие как психоаналитическую, психодинамическую, поведенческую терапию, групповую терапию, гипнотерапию, медикаментозное лечение и физическую терапию. Позитивную психотерапию можно считать интегративным методом, который включает в себя несколько измерений терапии.
Прошло почти два десятилетия, прежде чем Клаус Граве и его коллеги в Швейцарии опубликовали мета-анализ эффективности различных психотерапевтических подходов и предложили общий метод, который вышел за пределы традиционных школ психотерапии.< В США Джером Франк (психиатр) опубликовал схему комплексной психотерапии,, но этот план также был встречен спорно и не был принят. Движения за эклектическую и интегративную психотерапию, которые с того времени находят все большее признание, тем не менее, обходят основную цель теоретической интеграции и в основном довольствуются периферийной функцией использования техник из разных школ. Сегодня растет консенсус относительно того, что такие факторы, как терапевтический альянс, эмпатия, ожидания, культурная адаптация и личность терапевта являются более важными, чем конкретные методы и техники.

### Позитивный подход
Позитивная психотерапия делает акцент на мобилизации существующих возможностей и потенциала для самопомощи, а не на устранении имеющихся нарушений. Терапия начинается с возможностей развития и способностей участвующих в ней индивидов (Peseschkian N., с.1–7), следуя подходу Абрахама Маслоу , который ввел термин "позитивная психология", чтобы подчеркнуть важность фокусирования на позитивных качествах людей. Симптомы и расстройства рассматриваются как реакции на конфликты, а терапия называется "позитивной", поскольку признает целостность вовлеченных в неё людей, включая как патогенез болезни, так и салютогенез радости, потенциала, ресурсов, потенций и возможностей. (Jork K, Peseschkian N., с.;13).
Термин "позитивный" в позитивной психотерапии основан на концепции "позитивных наук" (по Максу Веберу, 1988), которая означает свободное от суждений описание наблюдаемого явления. Носсрат Пезешкиан использует термин positum в более широком смысле, означающем то, что доступно, дано или актуально. Этот позитивный аспект болезни так же важен для понимания и клинического лечения недуга, как и негативный аспект. Терапия направлена на мобилизацию имеющихся возможностей и потенциала самопомощи и фокусируется на возможностях развития и способностях индивидов, а не просто на их отношении к "мешку симптомов". Пезешкиан считает, что симптомы и расстройства являются реакцией на конфликты, а терапия называется "позитивной", поскольку исходит из представления о целостности участвующих в ней людей как о данности .
В основе концепции позитивной психотерапии лежит гуманистический взгляд на природу человека , которая подчеркивает врожденную доброту и потенциал человека.  Согласно ППТ, люди обладают двумя основными способностями: любить и знать, и через образование и личностное развитие они могут развивать эти способности и свою уникальную индивидуальность. Терапия в этом контексте рассматривается как инструмент, способствующий дальнейшему росту и образованию пациента и его семьи.
В позитивной психотерапии расстройства рассматриваются в позитивном свете. Например, депрессия рассматривается как "способность реагировать на конфликты с глубокой эмоциональностью", страх одиночества - как "желание быть с другими людьми", алкоголизм - как "способность снабжать себя теплом (и любовью), недополученным от других", психоз - как "способность жить в двух мирах одновременно", кардиологические расстройства - как "способность держать что-то очень близко к сердцу".
Позитивный процесс, задействованный в ППТ, приводит к изменению перспективы для всех участвующих сторон, включая пациента, его семью и терапевта/врача   Вместо того, чтобы концентрироваться исключительно на симптоме, внимание направляется на глубинный конфликт. Кроме того, такой подход позволяет выявить "настоящего пациента"  В качестве пациента часто выступает не тот, кто обращается за помощью, а представитель его социального окружения. Трактуя болезнь в позитивном свете, пациенты получают возможность понять потенциальную функцию и психодинамическое значение своей болезни для себя и окружающих, признать свои способности, а не только патологию.

### Базовые и актуальные способности
Конфликты в повседневной жизни, а также внутренние конфликты, которые могут привести к психологическим расстройствам и болезням, часто связаны с актуальными ценностными суждениями. За ними стоят понятия, например, любви или справедливости, или такие ценности, как упорядоченность, доверие или терпение - характеристики, которые в позитивной психотерапии называются актуальными способностями. Способы поведения, ценности, добродетели и конфликтные идеи связаны со специфическим содержанием актуальных способностей, которые присутствуют во всех культурах. Каждый человек по-своему реагирует на концепцию, которую он усвоил и развил в течение своей жизни, на концепцию, которую ему привил индивидуальный опыт и которая стала унаследованной моделью через культуру и образование. Например, пунктуальность или доверие будут по-разному восприниматься двумя разными людьми в сопоставимых ситуациях. Конфликты, приводящие к страданиям и даже физическим реакциям, часто являются следствием расхождений в представлениях об активных реальных способностях, например, о пунктуальности или доверии. Различная оценка понятий является следствием различных культурных и семейных концепций. Важность пунктуальности или доверия по сравнению с контактами, достижениями или справедливостью воспринимается разными людьми по-разному. Это может привести к конфликтам, но также и к обмену, обучению и расширению концепций человека. В 1977 году Носсрат Пезешкиан ввел термин "актуальные способности"
Согласно Пезешкиану, каждый человек обладает двумя основными способностями:  Способность любить, выраженная в первичных способностях, таких как эмоциональные потребности, и Способность познавать, развивающаяся посредством вторичных фактических способностей, социальных норм. Способность любить находит свое выражение в первичных актуальных способностях, таких как терпение, время и доверие. Способность познавать находит свое выражение во вторичных актуальных способностях, таких как пунктуальность, чистота и упорядоченность: "Мы структурируем наш опыт с помощью способности познавать... Она включает в себя способность учиться (накапливать опыт) и обучать (передавать опыт другим)".
| Первичные способности (Способности любить)                                                   | Вторичные способности (Способности к познанию)                                 |
| -------------------------------------------------------------------------------------------- | ------------------------------------------------------------------------------ |
| Любовь/принятие                                                                              | Пунктуальность                                                                 |
| Моделирование                                                                                | Чистоплотность                                                                 |
| Терпение                                                                                     | Аккуратность                                                                   |
| Время                                                                                        | Послушание/дисциплина                                                          |
| Контактность                                                                                 | Вежливость/уместность                                                          |
| Сексуальность/нежность                                                                       | Открытость/честность                                                           |
| Доверие                                                                                      | Верность                                                                       |
| Уверенность                                                                                  | Справедливость                                                                 |
| Надежда                                                                                      | Трудолюбие/Достижения                                                          |
| Вера                                                                                         | Бережливость                                                                   |
| Сомнение                                                                                     | Надежность                                                                     |
| Уверенность                                                                                  | Точность                                                                       |
| Единство                                                                                     | Добросовестность                                                               |
| Эмоциональные потребности и способность к взаимоотношениям (достигается через моделирование) | Социальные нормы и формирование взаимоотношений (достигается через воспитание) |

Пезешкиан разработал "Дифференциальную аналитическую теорию" (; с. 25) как дополнение к тогдашнему психоанализу, который занимался прежде всего психосексуальными фазами развития (например, оральной, анальной и эдиповой), развитием автономии и конфликтами между Ид и Супер-Эго. Анализ дифференциации ставит вопрос о том, какое конкретное содержание возникает на ранних стадиях: терпение родителей, развитие доверия, опыт любви в безусловном принятии является психологической предпосылкой успешного развития в оральной фазе. Эти способности, известные как "первичные", запечатлеваются в ребёнке через непосредственное поведение родителей и через их моделирование. Первичные способности, такие как терпение (к себе или к другим), доверие (к себе, к другим или к судьбе), наличие и уделение времени, являются базовыми потребностями для развития новорожденного ребёнка. Ребёнок нуждается в тепле, времени, терпении и эмпатийном, безусловном принятии, чтобы развить собственное внутреннее равновесие, соответствующее его возрасту..
Первичные актуальные способности отношений с первым референтным лицом позволяют относиться к себе, быть в мире с собой, воспринимать себя, развивать осознание себя и мира и, наконец, адекватно справляться с внутренними и внешними конфликтами. Первичная способность "терпение" необходима для адекватного контроля импульсов, способность "доверие" - для внутренней поддержки, тепла и ощущения безопасности. Как важно бессознательное, любящее принятие, полученное от матери, бабушки, у которой всегда есть время и терпение, или от внутренней фигуры отца, которому ребёнок мог довериться настолько, что позволил себе упасть в его объятия или доверить ему то, что ещё никому не доверял! 
Вторичные актуальные способности, такие как пунктуальность, вежливость, открытость, справедливость или верность, часто играют роль социальных норм при разрешении конфликтов и недоразумений. Так, "организованность" - одно из наиболее частых содержаний конфликтов между родителями и детьми в окцидентальных культурах, а также между самими супружескими парами. "Справедливость" - вторичная способность, и с переживанием несправедливости необходимо сталкиваться и уравновешивать её снова и снова, любя принимать, не торопясь понимать и проявляя терпение. "Послушание" как проявление дисциплины в силу исторических причин не слишком ценится в демократической Германии, но, несмотря на это, в школах оно воспринимается как факт жизни и считается конструктивным, а присущая человеку свобода принятия решений отодвигается на второй план необходимостью подчиняться правилам. А ведь это один из наиболее часто встречающихся конфликтных факторов в образовании. В психотерапии конфликты Супер-Эго выделяются в ситуациях, отмеченных религией, как триггеры конфликтов вины.
С транскультуральной точки зрения примечательно, что в восточных культурах более высоко ценятся первичные способности, такие как любовь, доверие и контакт, в то время как в западных культурах более резко выражены вторичные способности, такие как организованность, пунктуальность и чистоплотность. Акценты расставляются уже в раннем детстве, например, когда устанавливается время кормления ребёнка, четкие правила, касающиеся точного времени приема основной пищи, и другие подобные правила. Эти различия часто приводят не только к непониманию, но и к конфликтам и осуждению.
Позитивная психотерапия анализирует конкретное содержание конфликтов как триггеров эмоций и фокусируется в консультировании или терапии на внутренних и внешних конфликтах или ценностях и способностях, которые являются содержанием этих конфликтов. Эмоции, приводящие к страданиям, или физические симптомы могут быть поняты как ценности, функционирующие в конфликте противоположных концепций. В связи с этим процесс, ориентированный на конфликт, фокусируется не столько на триггерах, сколько на выявлении и последующей проработке конфликта, который их вызвал.

### Транскультуральный подход
Интеграция транскультуральной перспективы в психотерапию была не только первоочередной задачей Носсрата Пезешкиана с самого начала, но и имела для него социально-политическое значение. Носсрат Пезешкиан подчеркивает важность транскультурального подхода в позитивной психотерапии, поскольку является повторяющейся темой во всем методе. Эта перспектива предлагает ценную информацию для понимания индивидуальных конфликтов и имеет значительные социальные последствия. Такие вопросы, как иммиграция, помощь в развитии, взаимодействие с представителями разных культур, транскультурные браки, преодоление предубеждений, альтернативные модели из разных культурных сред и политические вызовы, возникающие в транскультуральных ситуациях, могут быть решены с помощью этого подхода.
Включение культуральных факторов и признание уникальности каждого метода лечения расширило сферу применения ППТ и сделало его эффективным методом для использования в мультикультуральных обществах. ППТ преподается и практикуется психотерапевтами в более чем 70 странах, и его можно считать транскультуральным подходом к психотерапии. Таким образом, принципы ППТ формируют основу для определения и построения отрасли транскультуральной психотерапии, что является важным для психотерапевтического образования, непрерывного образования, а также для признания и принятия новых психотерапевтических дисциплин.
Термин "транскультуральный" в ППТ можно понимать двояко:
1. Во-первых, это признание уникальных характеристик пациентов, которые происходят из разных культурных сред, что также известно как межкультуральная психотерапия или психотерапия мигрантов.
2. Во-вторых, это учёт культурных факторов в каждых терапевтических отношениях для расширения репертуара терапевта и содействия социально-политической осведомленности.

ППТ является культурально-чувствительным методом (концепция "единства в разнообразии"), который может быть адаптирован к различным культурам и жизненным ситуациям и не должен рассматриваться как форма западной "психологической колонизации". Носсрат Пезешкиан подчеркивает важность социального аспекта в позитивной психотерапии, предполагая, что её можно широко применять к различным социальным отношениям, таким как отношения между группами, народами, нациями и культурными группами. Таким образом, может быть создана всеобъемлющая социальная теория, сосредоточенная на проблемах взаимодействия, человеческих способностях и экономических обстоятельствах.
Транскультуральная психотерапия - это не просто сравнение разных культур, а комплексная концепция, которая фокусируется на культурных аспектах человеческого поведения. Она стремится понять, чем люди отличаются друг от друга и что у них общего. ППТ использует примеры из других культур, чтобы помочь пациентам расширить собственный репертуар поведения и релятивизировать собственную перспективу. Для развития транскультуральной перспективы используются такие инструменты, как истории, сказки, социальные нормы и модель баланса. В 1979 году Носсрат Пезешкиан использовал термин "транскультуральная психотерапия" и посвятил ей отдельный раздел в своей книге "Купец и попугай: Восточные истории в позитивной психотерапии".  Он считал, что решение транскультуральных проблем будет одной из главных задач будущего из-за растущей важности транскультуральных трудностей в частной жизни, работе и политике. Принцип транскультуральных проблем становится принципом взаимоотношений между людьми и решения внутренних конфликтов, в конечном итоге становясь объектом психотерапии.

### Первичное интервью в позитивной психотерапии
Пезешкиан разработал полуструктурированное первичное интервью, которое является одним из немногих в области психодинамической психотерапии. Диссертация Хамида Пезешкиана, представленная в 1988 г., стала первой докторской диссертацией, посвященной ППТ. В этой диссертации впервые было структурировано первичное интервью в ППТ, представлен опросник для данного интервью и проведено его психодинамическое исследование. Этот предшественник более позднего полуструктурированного психодинамического первичного интервью стал значительным вкладом в психодинамическую психотерапию и был опубликован в 1988 г. вместе с опросником WIPPF по ППТ.
Первичное интервью в психотерапии является важнейшим компонентом, который можно сравнить с медицинским осмотром и сбором анамнеза в соматической медицине. Оно служит нескольким целям, включая диагностику, планирование терапии, прогноз и выдвижение гипотез. В ППТ первичное интервью предполагает диагностический подход, аналогичный истории болезни, но при этом учитываются факторы взаимоотношений и терапевтический альянс. В нём признается влияние ожиданий,, включая надежду на эффективную терапию (Snyder, с. 193-212, Frank). Благодаря своему полуструктурированному характеру и адаптируемым концепциям он может применяться в различных контекстах, таких как индивидуальная терапия, терапия пар, семейная терапия, консультирование и коучинг, и подходит для различных культурных условий.
Первичное интервью в ППТ представляет собой полуструктурированное интервью, включающее как обязательные, так и факультативные вопросы. В зависимости от ответов на обязательные вопросы терапевт может задавать или не задавать факультативные вопросы. Вопросы могут быть открытыми или закрытыми и предназначены для сбора информации с целью диагностики, терапии, прогнозирования и формирования гипотез (; с.31). Интервью может быть использовано во время первой встречи или первых сессий как часть предварительной фазы терапии, а также в ознакомительных целях на первой сессии, с последующим углублением терапевта в определённые области на последующих сессиях. Первичное интервью применимо в самых разных ситуациях, включая терапию с отдельными людьми, детьми, молодежью, парами и семьями, а также при консультировании и коучинге, и может быть адаптировано к различным культурам.

### Модель баланса
Модель Баланса широко признана и может применяться в различных сферах, включая терапию, самопомощь и семейную терапию. Её можно сравнить с концепцией либидо Зигмунда Фрейда, жизненными целями Альфреда Адлера и четырьмя функциями Карла Юнга: восприятием, соотношением, чувствительностью и интуицией. Модель баланса предлагает структурное представление личности и позволяет определить сферы, в которых человеку может не хватать развития. Обращаясь к этим сферам, можно достичь нового баланса, что приведет к синтезу в рамках терапии.
Модель баланса основывается на концепции, что существует четыре сферы жизни, в которых человек живёт и функционирует, и которые существенно влияют на общую удовлетворенность, самооценку и способность справляться с вызовами. Эти сферы служат ключевыми индикаторами личности человека в настоящем времени и охватывают биологически-физические, рационально-интеллектуальные, социально-эмоциональные и творческие, ценностно-ориентированные аспекты повседневной жизни. Хотя все люди имеют потенциал в каждой из этих сфер, некоторые из них могут быть более заметными или запущенными из-за различий в образовании и окружении. Жизненная энергия, деятельность и реакции находятся под влиянием этих четырёх сфер и связаны с ними:
1. Физическая активность и восприятие, такие как еда, питье, нежность, сексуальность, сон, релаксация, спорт, внешний вид и одежда.
2. Профессиональные достижения и способности, такие как профессия, домашние обязанности, садоводство, базовое и высшее образование, управление деньгами.
3. Отношения и стили контактов с партнёрами, семьей, друзьями, знакомыми и незнакомыми людьми; социальные обязательства и деятельность.
4. Планы на будущее, религиозные/духовные практики, цель/значение, медитация, размышления, смерть, убеждения, идеи и развитие видения или воображения-фантазии.

Целью модели баланса является восстановление равновесия между четырьмя сферами жизни. В психотерапевтическом лечении задача состоит в том, чтобы помочь пациенту определить собственные ресурсы и использовать их для достижения динамического равновесия. В частности, это предполагает приоритетность сбалансированного распределения энергии, когда каждая сфера получает динамически равную долю (25%), а не равное количество времени. Длительная односторонность может привести к конфликтам и болезням, среди других негативных последствий.

### Модель для подражания
Оценка влияния раннего детского опыта на пациента является важной и сложной задачей в психодинамической психотерапии. В ППТ используется концепция Модели для подражания (англ. - Dimensions model),, также известная как "примеры", "Модель измерений", "Ролевая модель" или "формы любви", используется как инструмент для описания модели семейных концепций, которые формируют опыт и развитие личности. Раннее воспитание и окружение влияют на уникальное развитие и выражение базовых способностей к любви и познанию, как описал Носсрат Пезешкиан. Модель баланса иллюстрирует средства способности к познанию, в то время как Модель для подражания иллюстрирует средства способности к любви.
Использование четырёх измерений модели для подражания в ППТ расширяет аналитические теории "Я" и "Объект" Кохута и Кернберга, вводя не только измерение "Я", но и измерения "Ты", "Мы" и "Первичное Мы". Измерение "Ты" отражает отношения родителей пациента или лиц, оказывающих помощь, между собой, тогда как измерение "Мы" включает опыт родителей/лиц, оказывающих первичную помощь, в отношениях с другими людьми. Измерение "Первичное Мы", которое является уникальным для ППТ, описывает отношения между основными опекунами пациента, такими как родители, бабушки и дедушки, а также их жизненную философию или религиозные убеждения. Включая эти четыре субъектных отношения, ППТ расширяет теории Я-объекта и утверждается как особый подход, который потенциально может повлиять на будущее психодинамической терапии.
1. Измерение "Я" - это модельное измерение, которое фокусируется на отношениях человека с собой и его жизненных проблемах, таких как самооценка, уверенность в себе, образ "Я", а также базовое доверие или базовое недоверие. На эти вопросы в значительной степени влияет детский опыт человека и его отношения с родителями, братьями и сестрами. В детстве люди учатся формировать отношения с собой на основе того, как удовлетворяются их желания и потребности.
2. Измерение "Ты" касается отношений человека с другими, в частности с его романтическим партнёром. Основной моделью этих отношений является пример, который подают родители, особенно в отношениях друг с другом. Поведение и взаимодействие между родителями служит моделью для возможных способов поведения в партнёрстве, влияя на то, как человек формирует собственные отношения со своим романтическим партнером.
3. Измерение "Мы" касается отношений человека с его социальным окружением и в значительной мере зависит от отношений его родителей с их социальным окружением. Через социализацию отношение к социальному поведению и нормам достижений передается от родителей к детям. Эти установки и ожидания связаны с социальными связями за пределами ближайшего семейного окружения, такими как отношения с родственниками, коллегами, социальными референтными группами, группами по интересам, соотечественниками и человечеством в целом. То, как родители взаимодействуют с этими социальными связями и ориентируются в них, формирует понимание и подход их детей к социальному поведению.
4. Измерение "Происхождение/Первичное Мы/Пра-Мы" касается отношений человека с его происхождением или первобытным сообществом, на которые в значительной степени влияет отношение его родителей к смыслу, цели, духовности/религии и мировоззрению. Это измерение не основывается исключительно на формальном членстве в религиозной общине, но является фундаментальным для вопроса смысла, который возникает в дальнейшей жизни. Даже если человек отвергает религию, его связь со своим происхождением или первобытной общиной остается важной как основа для других систем ориентации, которые, как ожидается, обеспечат смысл и цель.

### Модель конфликта
Психодинамическая модель конфликта Пезешкиана (см. рис.) выделяет дифференциацию содержания, которое является фокусом конфликта, и его внутренней оценки. В модели различаются актуальный конфликт, возникающий в тягостной ситуации, уже существующий базовый конфликт и неосознаваемый внутренний конфликт, вызывающий физические и/или психические симптомы. Термин "конфликт" (от латинского confligere - сталкиваться, бороться) означает явную несовместимость внутренних и внешних ценностей и представлений или внутреннюю амбивалентность. Эмоции, аффективные состояния и физические реакции могут пониматься как сигнальные индикаторы внутреннего конфликта ценностей и распределения актуальных возможностей. Поэтому в ППТ задается вопрос о содержании: что вызывает или провоцирует данную эмоцию? 
Понятие "микротравма" Пезешкиан относит к накоплению мелких, повторяющихся психических травм, вызывающих микростресс или "мелочь, или пустяк" (; с.80), и могут провоцировать внутренние конфликты. Эти микротравмы отличаются от крупных жизненных событий или макротравм. Они относятся к содержанию конфликта и связаны с реальными возможностями человека, которые позволяют ему строить отношения, но могут стать и источником конфликта. В реальном конфликте, когда механизмы преодоления перегружены, может возникнуть старый бессознательный базовый конфликт, в котором первичные эмоциональные потребности, такие как доверие, надежда или нежность, противопоставляются вторичным способностям или социальным нормам, таким как организованность, пунктуальность, справедливость или открытость. Когда прежний компромисс, позволивший разрешить базовый конфликт, перестает быть эффективным, возникает внутренний конфликт, приводящий к появлению симптомов, которые рассматриваются как попытки решения. Эти конфликтные реакции можно представить с помощью Модели Баланса: даже если они не могут привести к разрешению, они все равно оказывают влияние.
Если определённые способности, мораль, идеи или принципы постоянно используются без адаптации к текущим обстоятельствам, это может привести к нарушениям. Если семейные представления или компромиссы, достигнутые в прошлом, продолжают повторяться, может возникнуть неосознанный внутренний конфликт, который может привести к психологическим, психосоматическим или физическим нарушениям. Эти симптомы служат для пациента способом выразить что-то бессознательное и имеют особое значение для каждого. Целью ППТ является укрепление запущенных областей и неразвитых способностей в рамках терапевтических отношений и повседневной жизни, что позволяет пациентам эффективно разрешать конфликты и достигать внутреннего и внешнего равновесия.

### Нарративный подход с использованием сказок и мудрости
Особым приемом, используемым в ППТ, является терапевтическое использование сказок, историй и притч, которое впервые было представлено Носсрат Пезешкианом в работе "Восточные истории как инструмент психотерапии - купец и попугай" в 1979 году. Хотя в гипнотерапии (Милтон Эриксон) этот подход уже использовался, в психодинамической терапии он не был распространен до работ Пезешкиана. В отличие от Карла Густава Юнга, который делал акцент на сказках, метод Пезешкиана использует более широкий спектр инструментов нарративной терапии и ассоциаций. "Используя истории и притчи Востока и других культур, делается попытка распознать и развить потенциал человека к самопомощи. Обращаясь к символическому значению пословиц и старых мудрых слов, взятых из многих культур, человек, которому они рассказываются, в процессе психотерапии приходит к более позитивному взгляду на себя" ( p. 92).
Предполагаемый терапевтический эффект удивления, возникающий в результате использования восточных историй, которые поначалу могут показаться непривычными в европейской культуре, доказал свою эффективность не только в других культурах (, с.24–34). Истории выполняют в терапии множество функций, в том числе создают нормы для самосравнения и ставят под сомнение устоявшиеся нормы, рассматривая их как относительные. На первом этапе терапии эти истории могут привести к изменению перспективы, которая затем используется на последующих этапах. Такие рассказы могут также способствовать высвобождению эмоций и мыслей, что часто играет решающую роль в терапии. Рассказы в терапии служат зеркалом, позволяющим читателям или слушателям отождествлять себя с героями и их переживаниями, размышляя о своих собственных потребностях и ситуациях. Представляя решения, истории могут выступать в качестве моделей, которые пациенты могут сравнивать со своим собственным подходом, что приводит к более широкой интерпретации и возможности изменений. Кроме того, рассказывание историй особенно эффективно для помощи пациентам, которые сопротивляются изменениям и придерживаются устаревших идей.

### Пятишаговые концепции
Пятишаговые концепции, используемые в индивидуальной и семейной терапии, подобно пяти пальцам каждой руки, очень напоминают естественный процесс, наблюдаемый в групповой психотерапии, описанной Раймондом Баттегаем, психодраме, описанной Морено, и дальнейшем обучении людей, описанном Альфредом Адлером. Что отличает подход Пезешкиана - это систематическое применением этой модели процесса в психотерапии. Пятишаговая процедура служит дорожной картой как для терапевта, так и для клиента для поиска наиболее эффективных средств самопомощи. Исследования в области терапии показали, что чем лучше мы справляемся со сложными терапевтическими ситуациями и рефлексируем над терапевтическими отношениями, тем успешнее может быть результат терапии.
Три этапа взаимодействия в терапии (присоединение, дифференциация, отсоединение) предусматривают 5-этапный процесс коммуникации, который используется как в рамках отдельных сессий, так и на протяжении всего курса терапии.
1. Первый шаг - это принятие, наблюдение и дистанцирование, что предполагает изменение перспективы.
2. Второй шаг - инвентаризация, дифференциация содержания и предпосылок конфликта, а также сильных сторон пациента.
3. Третий шаг - ситуативное одобрение, где развиваются навыки самопомощи и ресурсы.
4. Четвёртый шаг - проработка конфликта через вербализацию.
5. Пятый и последний шаг, который называется расширением целей, предполагает обдумывание, обобщение и тестирование новых концепций, стратегий и перспектив, ориентированных на будущее.

Такой подход к структурированной коммуникации является уникальным для метода Пезешкиана и способствует успешным результатам терапии. Этот терапевтический процесс сосредоточен на будущем и изменениях и предполагает использование концепций из прошлого, которые являются эффективными для настоящего. Кроме того, при необходимости используются концепции из других психотерапевтических дисциплин (интегративный аспект). Пациент и его окружение активно участвуют в понимании процесса болезни (самопомощь).
5 этапов ППТ служат структурой для общения во время терапевтической сессии или на протяжении всего терапевтического процесса, который в противном случае был бы лишен направления. Через использование соответствующего понимания, наводящих вопросов, историй, триггеров ассоциаций и возвращения к предыдущим темам, терапевт способствует рассказу и рефлексии пациента. Этот процесс дает как терапевту, так и пациенту отправную точку и ощущение безопасности, готовя пациента к работе над конфликтами и самопомощи, особенно после завершения терапии.

## Применение

### Сферы применения ППТ
Метод позитивной психотерапии, который изначально был разработан для психотерапии, вышел за пределы своего традиционного употребления и применяется в различных сферах, таких как консультирование, педагогика и социальная работа. В Германии ППТ используется в консультировании с 1992 года, а в Болгарии - в педагогике с того же года. В Китае его используют для обучения социальных работников по расстройствам психического здоровья, работы с семьями и предотвращения выгорания с 2014 года. ППТ также используется как основа для специализированных учебных программ по детской и молодёжной терапии в Болгарии с 2006 года, а позже в Украине и России. Специалисты из разных стран, таких как Германия, Болгария, Кипр, Турция, Косово, Китай, Боливия и Украина, специализировались на позитивной семейной терапии и консультировании на основе ППТ. Как следствие, ППТ стало средством обмена психотерапевтическими компетенциями и опытом в различных профессиональных и культурных сферах.
Первоначально разработанная как фундаментальное позитивное психосоматическое лечение психического здоровья, психосоматическая медицина , профилактика и психотерапия, Позитивная психотерапия используется многими врачами в Германии. Подход внедрен в ряде больниц, а также в утвержденной государством учебной программе Висбаденской академии психотерапии для психодинамической терапии в Германии.

### Вне психотерапии
Позитивная психотерапия нашла применение в широком диапазоне сред, включая образование и школы, психологию религии, тренинги для учителей , управление временем,, различные контексты консультирования, управленческие тренинги, семинары по подготовке к партнёрству или браку, рекрутингу, тренинги для юристов и медиаторов; вооруженных сил, общества, офицеров и политиков;, межкультурные тренинги, натуропатия и терапия порядка (также известная как медицина разума-тела), профилактика выгорания и супервизии. Кроме того, ППТ используется в коучинге, семейном консультировании и общем консультировании.

## Лечение

### Практика
Позитивная психотерапия используется для лечения различных психических заболеваний, включая аффективные расстройства, невротические расстройства, расстройства, связанные со стрессом, соматоформные расстройства и некоторые поведенческие синдромы, классифицированные в МКБ-10 (главы F3-5). В некоторой степени она также показала свою эффективность в лечении личностных расстройств (глава F6). ППТ успешно интегрируется с традиционной индивидуальной терапией и оказывается полезной в работе с парами, семьями и групповой терапии. Кроме того, ППТ применяется в области психиатрии, демонстрируя свою эффективность при работе с пациентами с постпсихотическими расстройствами и в групповой терапии в психиатрических больницах, где использование историй и анекдотов оказалось особенно эффективным.

### Самопомощь
Книги Пезешкиана предназначены специально для неспециалистов, стремящихся к самопомощи. Такие его работы, как "Психотерапия повседневной жизни" (1977 г. на немецком языке, 1986 г. на английском языке), призваны помочь человеку справиться с непониманием. В книге "В поисках смысла" (1983 г. на немецком и 1985 г. на английском языках) также даются рекомендации по преодолению жизненных кризисов. Кроме того, такие книги, как "Если хочешь иметь то, чего никогда не имел, сделай то, чего никогда не делал" (2011), посвящены разрешению межличностных конфликтов. Более того, люди могут пройти специализированные курсы, чтобы стать сертифицированными консультантами по позитивной психотерапии, что позволит им способствовать сдерживанию конфликтов и самопомощи в сложных ситуациях.

## Тренинги

### Тренинги WAPP
Основная программа последипломной подготовки WAPP состоит из трех частей. Эти части разработаны в последовательном порядке, то есть их нужно проходить последовательно, начиная с самого низкого уровня.
- Базовый консультант по позитивной психотерапии (200 часов - в т.ч. теория и самопознание).
- Кандидат на должность сертифицированного позитивного психотерапевта (710 часов - в т.ч. теория, супервизия и самопознание).
- Европейский сертифицированный позитивный психотерапевт (1400 часов - включая теорию, практику, супервизию и самопознание).

Курсы разбиты на модули по 3 или 4 дня, каждый из которых растянут на несколько месяцев, в зависимости от вида курса. Тренинг по позитивной и транскультуральной психотерапии состоит из трех содержательных частей:
- Теория. Изучение всех основных понятий и инструментов позитивной и транскультуральной психотерапии.
- Самопознание/самоопыт. В первую очередь, учебный самоопыт должен помочь студентам (кандидатам, резидентам, стажерам) в развитии психодинамической психотерапевтической идентичности. Саморефлексия студента должна быть усилена и развита. Они должны столкнуться с собственным центральным внутренним конфликтом и собственной структурой личности. Они должны почувствовать на себе, как работает психотерапия и насколько сложной она может быть. Личный опыт бессознательного является центральным аспектом психодинамического самопознания. Даже образовательное самопознание имеет дело с личными проблемами, оно не является личной терапией. Студент - не пациент, а будущий коллега и будущий психотерапевт. Если во время учебного самопознания студент и/или его тренер выяснят, что у него есть много личных нерешенных проблем, тогда студент должен перейти к личной терапии. Это также означает, что личная терапия не может быть засчитана как учебное самопознание.[80]
- Супервизия - важный компонент позитивной психотерапии, охватывающий как индивидуальные, так и групповые форматы. В ППТ супервизия выходит за рамки простого понимания терапевтической ситуации и направлена на развитие навыков и способностей супервизора, исходя из его собственных потребностей и потребностей его пациентов. Групповая супервизия является распространенной в ППТ, поскольку структурированный процесс хорошо поддается практическим преимуществам и имеет дидактический эффект. Самый распространенный формат предполагает сосредоточение на одном случае во время сессии с одним супервизируемым, а остальные участники группы, включая супервизора, выступают как участники. Такой подход позволяет супервизору привлекать других участников как ко-супервизоров, обогащая взгляд супервизируемого на кейс дополнительными точками зрения и разнообразными перспективами всей группы.[81][82]

### Сертификация ППТ
После успешного завершения каждого курса ППТ участник получает сертификат, выданный Всемирной ассоциацией позитивной и транскультурной психотерапии (WAPP), подписанный главным тренером курса и президентом ассоциации. WAPP сертифицирует тренеров по позитивной психотерапии. Только тренеры, которые являются аккредитованными тренерами WAPP, имеют право подписывать и выдавать официальные сертификаты WAPP..

### Стандарты обучения
WAPP разработала универсальные Стандарты обучения для последипломных тренингов по позитивной психотерапии. Эти стандарты являются обязательными для всех. Стандарты могут отличаться в некоторых странах. Но стандарты, определённые WAPP, являются минимальными требованиями, которые должны быть выполнены.

### Обучение тренеров
WAPP осуществляет подготовку и сертификацию тренеров по Базовому и Мастер-курсам ( стр. 26):
- Тренер Базового курса по позитивной психотерапии
- Тренер Мастер-курса по позитивной психотерапии.

Сертифицированные позитивные психотерапевты, желающие самостоятельно стать тренерами ППТ, могут принять участие в программе подготовки тренеров, включающей экзамен и сопровождение полного курса в качестве кандидата-тренера.

### Международные встречи и учебные проекты
Всемирная ассоциация позитивной и транскультуральной психотерапии организует регулярные национальные и международные встречи, например, конференции, семинары для тренеров и мировые конгрессы. С 2000 года проходили ежегодные международные обучающие семинары и с 1997 года семь мировых конгрессов.

### Развитие и международная сеть
В течение последних 40 лет основной акцент в позитивной психотерапии делался на лечении, обучении и публикациях.
В 1979 году Висбаденский институт последипломного образования по психотерапии и семейной терапии был основан как заведение последипломного образования для врачей в Висбадене, Германия. В 1999 году для подготовки психологов и ученых-педагогов была создана Висбаденская академия психотерапии (WIAP), - лицензированная государством академия последипломной психотерапии с большой амбулаторной клиникой, имеющей лицензию.
Международный главный офис находится в Висбадене, Германия. Позитивная психотерапия представлена на международном уровне Всемирной ассоциацией позитивной и транскультуральной психотерапии (WAPP). Её международный руководящий совет директоров избирается каждые два года. Существуют национальные и региональные ассоциации примерно в десяти странах.
ППТ и её терапевты участвуют в международном развитии психотерапии и являются активными членами международных и континентальных ассоциаций.

## Исследования

### Достижения и приложения исследований
Первые публикации в области ППТ относятся к 1974 году. С тех пор этот метод был представлен в многочисленных книгах, научных трудах и других публикациях. 
ППТ соответствует четырём принципам, постулированным Клаусом Граве об эффективности психотерапии: 
- активация ресурсов,
- актуализация,
- управление проблемами,
- терапевтическое прояснение.

Исследование эффективности и качества позитивной психотерапии было проведено в 1994-1997 годах 32 членами Немецкой ассоциации позитивной психотерапии под руководством Носсрата Пезешкиана, Карин Тритт и Биргит Вернер. 
Целью исследования было обоснование утверждения о том, что ППТ является классической, интегративной формой терапии ( стр. 9), основанной на модели Граве. Оно проводилось в контролируемых условиях и было первым в своем роде, а полученные результаты свидетельствуют об эффективности краткосрочного метода ППТ.
В лонгитюдном исследовании эффективности, проведенном Немецкой ассоциацией позитивной психотерапии, изучалась эффективность ППТ в повседневной клинической практике. В общей сложности 402 пациента с различными психическими расстройствами проходили лечение у 22 терапевтов, обученных ППТ, среди которых были врачи, психологи и педагоги. Пациенты сравнивались с контрольной группой, состоящей из 771 человека, ожидающего терапии в связи с соматическими заболеваниями. В процентном соотношении представлена доля пациентов с различными типами расстройств: 23,6% - с депрессивными расстройствами, 19,8% - с тревожными и паническими расстройствами, 21,2% - с соматоформными расстройствами, 20,5% - с расстройствами адаптации, 8,2% - с расстройствами личности, 3,4% - с зависимостями, 3,4% - с вновь выявленными соматическими расстройствами. Для оценки эффективности ППТ в исследовании использовалась батарея психометрических тестов, включая SCL-90R, VEV, Gießen-Test, WIPPF, IPC, IIP-D, GAS и BIKEB. Исследование также включало ретроспективный опрос пациентов после окончания ППТ с интервалом от 3 месяцев до 5 лет в трех группах, состоящих из 84, 91 и 46 пациентов. В ходе исследования были получены положительные результаты в отношении эффективности ППТ при лечении различных психических расстройств. Это означает, что положительный эффект ППТ сохранялся даже по прошествии значительного времени после окончания терапии. Исследование также показало, что пациенты, получавшие ППТ, отмечали значительное улучшение качества жизни по тесту Гиссена (p ≤ 0,005) и межличностных отношений по опросникам Interpersonal Check List (IPC) и Inventory of Interpersonal Problems (IIP-D) (p ≤ 0,005). Кроме того, у пациентов, получавших ППТ, значительно повысилась способность к совладанию с трудностями, определяемая по шкале Coping Capacity Scale (BIKEB) (p ≤ 0,005). В целом исследование показало, что ППТ является эффективной формой терапии при различных психических расстройствах и что её положительный эффект может сохраняться в течение длительного времени (p ≥ 0,05; VEV: F = 1179; SCL-90-R: F = 2473)
В ходе обсуждения исследователи рассмотрели дилемму выбора между экспериментальным дизайном, в котором приоритет отдается внутренней валидности, и дизайном, проводимым в контролируемых условиях для достижения высокой внешней валидности. Они признали досадный недостаток исследований эффективности и подчеркнули, что экспериментальный дизайн, использованный в данном исследовании, можно рассматривать как значительное преимущество. Компьютерное исследование качества позитивной психотерапии (ППТ) получило в 1997 году премию Ричарда Мертена, которая является одной из самых престижных премий в области здравоохранения в Европе. Премия присуждается попечителями с 1992 года с целью отметить исключительную работу, которая способствует улучшению медицинского, фармацевтического или сестринского лечения и представляет собой заметное достижение в области медицинского, социального, социально-политического или экономического прогресса в сфере здравоохранения.

### Академические работы
Широкое распространение и культуральное применение позитивной психотерапии объясняются тем, что многочисленные коллеги получают мотивацию и поддержку для проведения научных исследований. Кроме того, у многих практиков, познакомившихся с ППТ, возрождается интерес к публикациям, поскольку они больше не связаны ограничениями и требованиями конкретного учебного заведения. Есть данные, что поППТ опубликовано около 5 постдокторских и около 20 докторских диссертаций, в основном из Германии, России, Болгарии и Украины. Кроме того, по этой теме написано около 50 бакалаврских и магистерских диссертаций..
Большинство исследований, посвященных ППТ, сосредоточено на её применении в психосоматической, медицинской, психиатрической, психологической и педагогической областях. Такая направленность дает представление о потенциальных областях будущих научных исследований. Обзор тем, затронутых в этих научных работах, показывает, что ППТ имеет широкий спектр клинических и неклинических применений, причем особое внимание уделяется некоторым моделям.
Помимо исследований психосоматики в различных системах органов, существуют также сравнительные и транскультуральные исследования. Эти исследования посвящены уникальным аспектам терапевтических отношений и тому, как они могут быть применены в образовательных контекстах. Некоторые исследования были проведены в рамках социально-педагогической концепции, что подчеркивает потенциал применения и возможности "позитивной педагогики".

### Публикации
Публикации по позитивной психотерапии состоят из широкого круга источников, написанных её основателем и его учениками. К этим научным публикациям присоединились научно-популярные работы, которые появились в различных периодических изданиях и не фигурируют в списках научной литературы.
Пезешкиан написал 29 книг, которые были переведены на 23 языка. Самая распространенная книга - "Восточные истории как инструменты позитивной психотерапии: Купец и попугай". Другие основные книги - "Психотерапия повседневной жизни", "Позитивная психотерапия", "Позитивная семейная терапия" и "Позитивная психотерапия в психосоматической медицине". В последние годы жизни Пезешкиан опубликовал ряд книг по самопомощи, посвященных различным сферам жизни.
Начиная с основания "Немецкого журнала позитивной психотерапии" в 1977 году, коллеги по ППТ поощрялись публиковать результаты своих исследований и делиться своими случаями. Кроме того, с 1990-х годов к первичным публикациям Пешешкиана начали добавляться вторичные публикации. Поскольку в течение последних 20 лет в разных странах были созданы новые национальные ассоциации позитивной психотерапии, журналы по ППТ были основаны в России, Украине, Болгарии и Румынии.
Ниже приведен перечень некоторых из основных публикаций по ППТ:
- Peseschkian, Nossrat. Positive Psychotherapy – Theory and Practice of a New Method. — Berlin : Springer-Verlag, 1987. — ISBN 978-0-387-15794-8. (translated) (first German edition 1977)
- Peseschkian, Nossrat. Oriental Stories as Techniques in Positive Psychotherapy. — Bloomington, USA : AuthorHouse, 2016. — ISBN 978-1524660871. (first German edition 1977)
- Peseschkian, Nossrat. In Search of Meaning: Positive Psychotherapy Step by Step. — Bloomington, USA : AuthorHouse, 2016. — ISBN 978-1524631611. (first German edition 1983)
- Peseschkian, Nossrat. Positive Family Therapy: Positive Psychotherapy Manual for Therapists and Families. — Bloomington, USA : AuthorHouse, 2016. — ISBN 978-1524662042. (first German edition 1980)
- Peseschkian, Nossrat. Positive Psychosomatics: Clinical Manual of Positive Psychotherapy. — Bloomington, USA : AuthorHouse, 2016. — ISBN 978-1524636616.
- Peseschkian, Nossrat. Positive Psychotherapy of Everyday Life: A Self-Help Guide for Individuals, Couples and Families with 250 Case Stories. — Bloomington, USA : AuthorHouse, 2016. — ISBN 978-1524631437.(first German edition 1974)
- Positive Psychiatry, Psychotherapy and Psychology. Clinical Applications. — Springer Nature Switzerland AG, 2020. — ISBN 978-3-030-33263-1.

### Журнал ППТ
The Global Psychotherapist (JGP) - цифровой журнал, посвященный позитивной психотерапии и следующий принципам, установленным Пезешкианом с 1977 года. Он служит междисциплинарной платформой для публикации статей, связанных с практикой и использованием гуманистически-психодинамического подхода в позитивной и транскультуральной психотерапии. Журнал выходит раз в полгода: январский и июльский номера. Статьи, представляемые в JGP, проходят строгое двойное слепое рецензирование, что гарантирует качество и целостность публикации. Журнал принимает статьи на английском, русском и украинском языках..
- ISSN: 2710-1460 (online)
- DOI: 10.52982/197700

Журнал "The Global Psychotherapist" придерживается политики открытого доступа, которая способствует свободному распространению научной информации и стимулирует глобальный обмен знаниями с конечной целью содействия социальному прогрессу. Журнал твердо убежден в необходимости предоставления неограниченного доступа к своим материалам в интересах широкой общественности. Авторы могут свободно выбирать лицензию, под которой будут опубликованы их работы, сохраняя при этом все права на их содержание.
Кроме того, редакционная политика журнала позволяет авторам размещать любую версию опубликованных ими статей в репозитории по своему выбору, будь то институциональный репозиторий или любая другая подходящая платформа, без какого-либо периода эмбарго. Это позволяет обеспечить доступность результатов исследований для всего научного сообщества..

## Внешние ссылки
- Всемирная ассоциация по позитивной и транскультуральной психотерапии
- Фундация Пезешкиана
- Висбаденская Академия Психотерапии (WIAP)
- Центры ППТ в мире
- "The Global Psychotherapist" - журнал по ППТ